# Юнкер, Жан-Клод
Жан-Клод Ю́нкер (люкс. Jean-Claude Juncker [ʒ̊ɑːŋ kloːd ˈjʊŋkɐ]; род. 9 декабря 1954, Реданж-сюр-Аттерт) — люксембургский и общеевропейский государственный и политический деятель, с 1 ноября 2014 по 30 ноября 2019 года — Председатель Европейской комиссии, премьер-министр Люксембурга (с 20 января 1995 по 4 декабря 2013 года), министр финансов Люксембурга (1989—2009), глава еврогруппы (клуба министров финансов стран еврозоны).

## Биография
Жан-Клод Юнкер — лидер Христианской социальной народной партии. Считается одним из архитекторов Маастрихтского договора. В 2004 году рассматривался как вероятный кандидат на пост председателя Комиссии ЕС.
Европейский совет официально назначил Юнкера председателем Европейской комиссии 27 июня 2014 года, после того как выдвинувшая его на эту должность «Европейская народная партия» победила на выборах в Европейский парламент. Европарламент тайным голосованием выбрал 15 июля 2014 года Юнкера на должность председателя Еврокомиссии. Вступил в должность в ноябре 2014 года.

## Политическая деятельность
В 1995 году был назначен премьер-министром Люксембурга. 
Юнкер является сторонником введения единых еврооблигаций (англ. eurobond), в этом вопросе ему противостоит министр финансов Германии Вольфганг Шойбле.
Президент Centre international de formation européenne (CIFE).
11 июля 2013 года подал в отставку из-за скандала, связанного с люксембургскими разведывательными службами.
Канцлер ФРГ Ангела Меркель добивалась того, чтобы Жан-Клод Юнкер стал Председателем Европейской комиссии после окончания срока полномочий Жозе Мануэл Баррозу. Ярой противницей выдвижения его кандидатуры была Великобритания во главе с премьер-министром Дэвидом Кэмероном — в Лондоне Юнкера считают сторонником централизации власти в Евросоюзе в Брюсселе.
На одной из встреч с членами Европарламента Ж.-К. Юнкер отметил, что не желает выхода Великобритании из ЕС, в связи с чем заявил, что «никогда не был против идеи хорошо структурированного, организованного и основательно обсуждаемого возвращения части полномочий от Брюсселя к национальным парламентам».

## Награды и почётные звания
- Большой крест ордена Заслуг (Норвегия, 1996)
- Премия «Видение Европы» фонда Эдмонд (Израиль, 1998)
- Почётный доктор Вестфальского университета (2001)
- Премия CICERO за ораторское искусство (2002)
- Большой крест ордена Звезды Румынии (2003)
- Почётный гражданин Трира (2003)
- Большой крест ордена «За заслуги перед Итальянской Республикой» (2007)
- Орден «Стара-планина» I степени (Болгария, 25 сентября 2007)[9]
- Орден Достык 1 степени (Казахстан, 2008)
- Медаль Amilcar Cabral первого класса республики Кабо Верде (2008)
- Медаль ЕС в золоте со звездой (2009)
- Премия «социальная рыночная экономика» (Дуйсбург, 2009)
- Гранд-офицер ордена Почётного легиона (Франция)
- Большая золотая звезда на ленте — Почётный знак «За заслуги перед Австрийской Республикой» (2010)
- Орден «За заслуги» (Саар, 2010)
- Орден «За заслуги» (Рейнланд-Пфальц, 2011)
- Орден «За заслуги» (Баден-Вюртемберг, 2011)
- Кавалер Большого креста ордена Витаутаса Великого (Литва, 25 ноября 2013 года) — за личный вклад в развитие межгосударственных отношений между Литовской Республикой и Великим Герцогством Люксембург, активную деятельность по укреплению сотрудничества между народами двух стран и значительную поддержку Литовской Республики в интеграции в Европейский Союз и НАТО[10]
- Орден князя Ярослава Мудрого 1-й степени (Украина, 11 мая 2019 года) — за выдающийся личный вклад в углубление отношений между Европейским Союзом и Украиной, поддержку независимости и территориальной целостности Украины, содействие общественно-политическим и социально-экономическим реформам в Украине[11]